# Wołowy Żleb

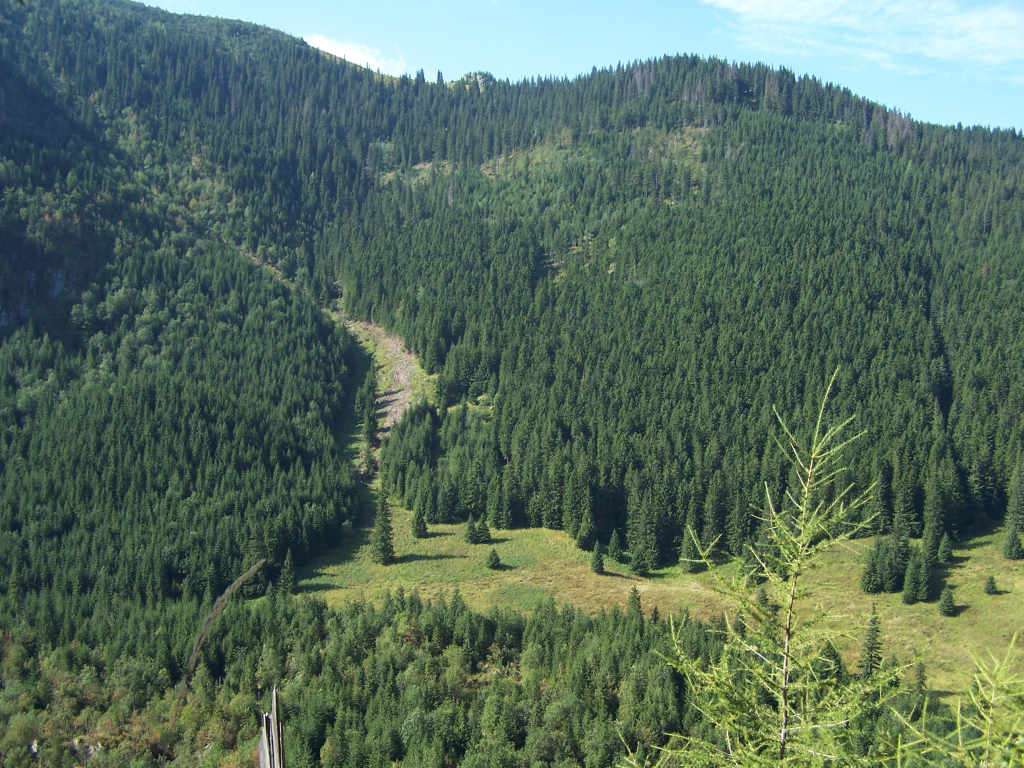
Widok na Wołowy Żleb z niebieskiego szlaku na Małołączniak

Wołowy Żleb – żleb w orograficznie lewych zboczach Doliny Miętusiej (odnoga Doliny Kościeliskiej) w Tatrach Zachodnich. Ma wylot na wysokości około 1200 m n.p.m. na zachodnim obrzeżu Wyżniej Miętusiej Równi, górą podchodzi pod Siodło za Piecem. Ma dwie orograficznie prawe odnogi podchodzące pod Rówień nad Piecem i dolną część Źródlisk. Zimą żlebem i jego odnogami schodzą lawiny. Dawniej był wypasany (tereny pasterskie Hali Miętusiej). Od czasu zaprzestania wypasu większa część żlebu uległa zalesieniu i tylko koryto żlebu jest kamienisto-trawiaste. Żleb jest suchy, woda płynie nim tylko po większych opadach. Dolna odnoga ma znaczenie dla narciarzy. Władysław Cywiński pisze: „...zimą przy dobrych śniegach, stanowi tak dla zjeżdżających na nartach, jak i na siedzeniach, szybki i wygodny wariant”.
W żlebie oraz jego okolicach znajdują się jaskinie: Podwójna Szczelina, Dziura nad Wantulami I, Dziura nad Wantulami II, Dziura nad Wantulami III i Szczelina w Wołowym Żlebie.